# Wabern

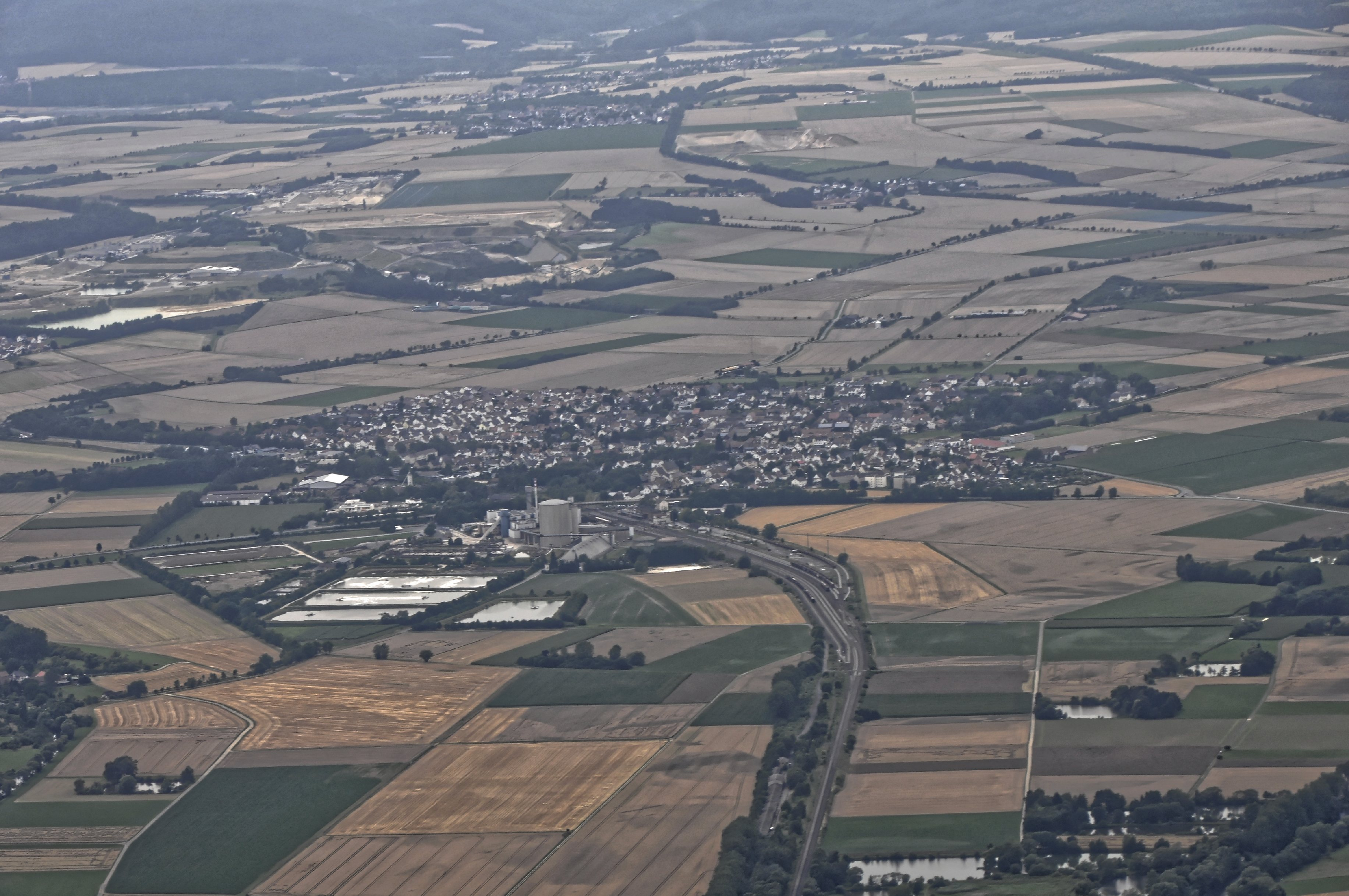
Wabern von oben

Wabern ist eine Gemeinde im Schwalm-Eder-Kreis in Nordhessen. Im Bahnhof Wabern (Bz Kassel) zweigt die Bahnstrecke nach Bad Wildungen von der Main-Weser-Bahn (Kassel–Frankfurt) ab.

## Geografie
Wabern liegt in der Waberner Ebene (Naturraum 343.21), der Flussebene der Eder und der Schwalm, wenige Kilometer südlich der Mündung der Schwalm in die Eder. Wabern grenzt im Nordosten an die Stadt Felsberg, im Südosten an die Stadt Homberg (Efze), im Südwesten an die Stadt Borken, sowie im Nordwesten an die Stadt Fritzlar (alle im Schwalm-Eder-Kreis). Die Gemeinde Wabern besteht aus zehn Ortsteilen, der Kerngemeinde Wabern sowie den umliegenden Dörfern Hebel, Rockshausen, Falkenberg mit der Burgruine Falkenberg, Udenborn, Unshausen, Uttershausen, Zennern, Niedermöllrich und Harle.

## Geschichte

### Ortsgeschichte
Um 803 wird Wabern als Wabere im Codex Eberhardi des Reichsklosters Fulda erstmals urkundlich erwähnt. 1209 hatte das Petersstift zu Fritzlar Einkünfte aus Wabern (bis 1450), und ab 1335 betrieb es einen Meierhof in Wabern. 1244 hatte der Dominikaner Dietrich von Apolda Besitz in Wabern. Um 1250 hatte auch das Stift St. Stephan zu Mainz Einkünfte im Ort. Etwa um 1267 wird erstmals ein Geschlecht von Wabern erwähnt, das jedoch 1397 bereits ausgestorben zu sein scheint. 1298 verkaufte ein Erning aus Wabern ein Grundstück an das Kloster Haina. Von 1350 bis 1383 war der Ort ein landgräfliches Dorf im Amt Wabern, an Johann von Falkenberg verpfändet. Ein Jenne von Hebel verkaufte 1407 dem Landgrafen Hermann II. sein Vorwerk in Wabern. Ab 1421 war Wabern Vogteigericht auch für den benachbarten Ort Zennern. Die Herren von Löwenstein-Schweinsberg und von Löwenstein-Westerburg hatten ab 1450 gemeinsamen Besitz in Wabern. 1494 gingen Teile des Westerburgschen Erbes an Margarete von Westerburg und ihren Verlobten Heinrich von Löwenstein. 1502 erhielten Eitel von Löwenstein (der spätere Landmarschall) und sein Bruder Johann vom Mainzer Erzbischof Berthold von Henneberg die Vogteirechte. Ab 1587 übte das landgräfliche Amt Homberg das Gericht auf der Schwalm aus. 1742 erhielt Wabern den Grebenstuhl für Wabern, Uttershausen und Zennern. Um 1756 wurde in Wabern eine Posthalterei eingerichtet.
Von 1807 bis 1813, während der Zeit des napoleonischen Königreichs Westphalen, war Wabern Sitz eines Kantons und Friedensgerichts, zuständig für die Orte Wabern, Uttershausen, Zennern, Ungedanken mit Rothhelmshausen, Kerstenhausen, Kleinenglis, Großenenglis, Gombeth, Udenborn mit Kalbsburg, Betzigerode mit Wenzigerode. 1814 wurde das Schloss Hauptquartier des hessischen Armeekorps unter Kurprinz Wilhelm II.; 1816 besuchte Generalfeldmarschall Blücher das Hauptquartier. Ab 1818 gehörte Wabern zum Amt Fritzlar (vorher zum Amt Homberg). 1831 wurde Wabern für ein Jahr Garnison der 4. Eskadron des 1. Husarenregimentes.

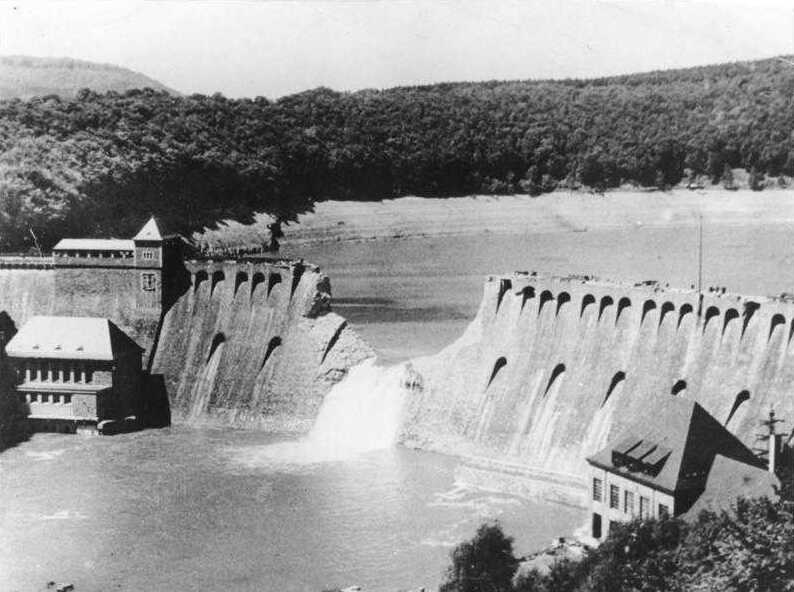
Zerstörte Edertalsperre, 17. Mai 1943

1849 wurde die Main-Weser-Bahn, Wabern–Kassel, in Betrieb genommen. Mit der Inbetriebnahme der Bahnstrecke nach Bad Wildungen, 1884, entwickelte sich der Bahnhof Wabern (Bz Kassel) zu einem wichtigen Eisenbahnknoten.
Das Schloss wurde 1886 königlich preußische Erziehungs- und Besserungsanstalt. Von 1936 bis 1938 diente es zeitweise als Sammellager für Juden und Konzentrationslagerhäftlinge.
Die Überschwemmung nach der Zerstörung der Edertalsperre in der Nacht vom 16. auf den 17. Mai 1943 verursachte hohe Sachschäden, besonders an den alten Lehmhäusern.

### Gebietsreform in Hessen (1970–1974)
Eingliederungen
Zum 31. Dezember 1971 wurden im Zuge der Gebietsreform in Hessen die bis dahin selbständige Gemeinde Unshausen auf freiwilliger Basis nach Wabern eingemeindet. Zum gleichen Zeitpunkt fusionierten die Gemeinden Wabern, Falkenberg, Hebel, Rockshausen, Udenborn, Unshausen, Uttershausen und Zennern freiwillig zur neuen Großgemeinde Wabern. Am 1. April 1972 kam Niedermöllrich (bisher im Landkreis Melsungen) hinzu. Harle (ebenfalls aus dem Landkreis Melsungen) folgte kraft Landesgesetz am 1. Januar 1974. Zum gleichen Zeitpunkt kam Wabern in den neu gebildeten Schwalm-Eder-Kreis, in dem die bisherigen Landkreise Fritzlar-Homberg, Ziegenhain und Melsungen aufgingen. Für alle durch die Gebietsreform eingegliederten Gemeinden, sowie die Kerngemeinde Wabern, wurde je ein Ortsbezirk mit Ortsbeirat und Ortsvorsteher nach der Hessischen Gemeindeordnung eingerichtet.
Ausgliederungen
Am 1. Juli 1972 wurden zum Heeresflugplatz Fritzlar gehörende Gebietsteile der Gemarkung des Ortsteils Zennern mit damals etwas mehr als 300 Einwohnern an die Stadt Fritzlar abgetreten.

### Lust- und Jagdschloss

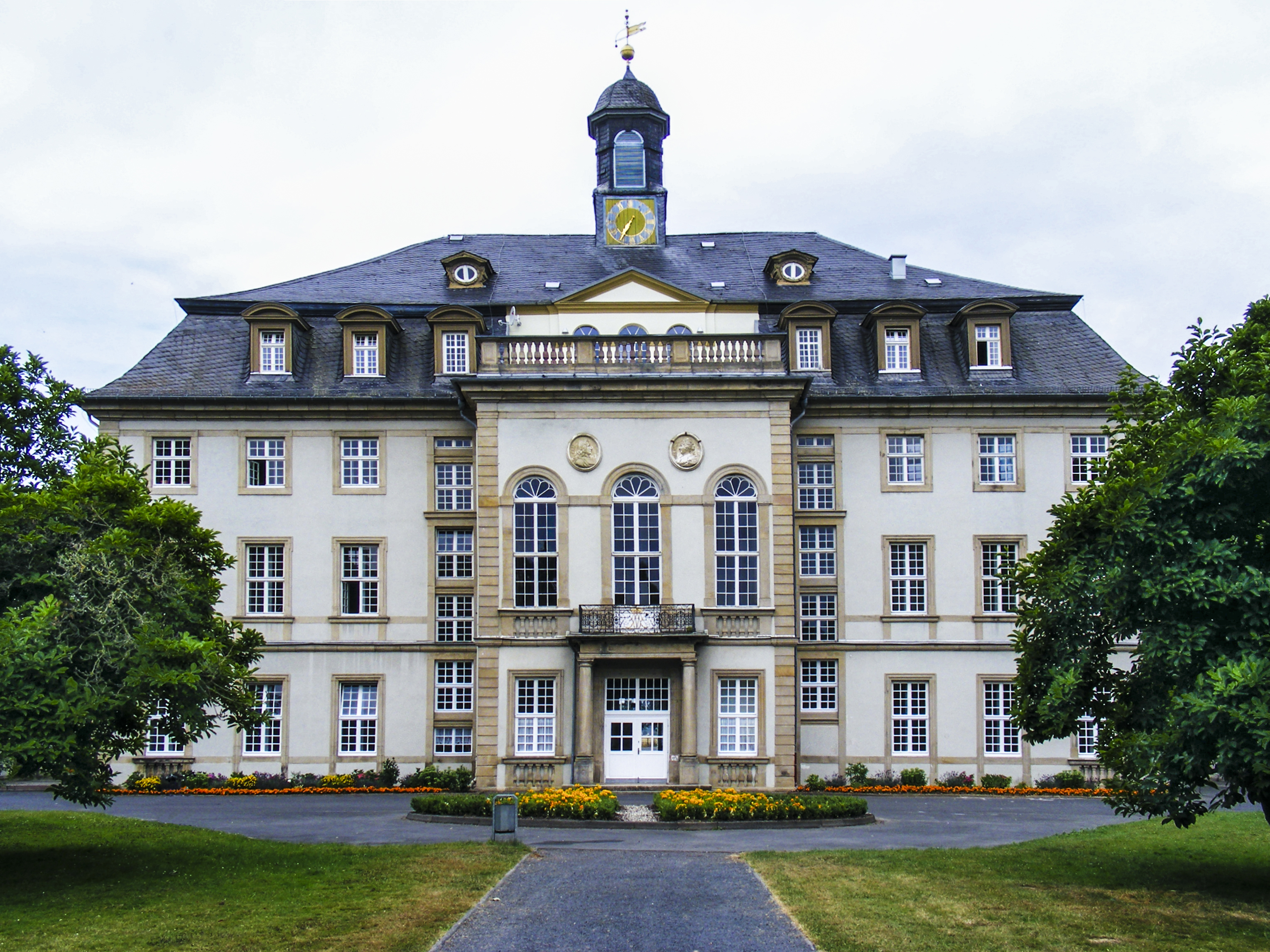
Jagdschloss Wabern

Von 1701 bis 1712 ließ Landgraf Karl von Hessen-Kassel für seine Gattin Amalia von Kurland, nach Entwürfen des Hofbaumeisters Johann Conrad Giesler, das Lust- und Jagdschloss in der Ebene zwischen Eder und Schwalm errichten. 1753 nächtigte Voltaire im Schloss Wabern. Ab 1760, im Siebenjährigen Krieg, war das Schloss zeitweise Hauptquartier des Herzogs Ferdinand von Braunschweig-Wolfenbüttel. 1764 veranstaltete Landgraf Friedrich II. nach dem Ende des Siebenjährigen Krieges ein Friedensfest, dessen Höhepunkt eine Reiherbeize bildete. Dieser Friedrich II. ließ 1770 das Schloss durch den Baumeister Simon Louis du Ry mit Pavillonanbauten erweitern. 1770 besuchte Adolph Freiherr Knigge, bekannt für seine Schrift Über den Umgang mit Menschen, Wabern. 1779 übernachtete Johann Wolfgang von Goethe in Wabern. Friederike von Anhalt-Bernburg wohnte 1819 im Schloss, um sich von ihrer „seelischen Zerrüttung“ zu kurieren. Kurfürst Wilhelm II. ließ 1828 das Schloss renovieren.

### Ortsteile
Bei den Waberner Ortsteilen handelt es sich weitestgehend um typische niederhessische Dörfer, die seit dem 16. Jahrhundert durch die evangelische Konfession geprägt sind.
In Falkenberg gab es bis zu deren Zerstörung 1938 eine kleine Synagoge. Die meisten Juden wurden während des Holocausts vertrieben oder getötet.
Offensichtlich besondere historische Bedeutung hat das Dorf Harle. Das Dorfbild prägt die Bonifatius-Kirche, deren Turm im Hochmittelalter errichtet wurde. Das Kirchenschiff wurde 1492 neu errichtet. Offensichtlich hatte der Ort, an dem die Kirche heute steht, vor etwa 2000 Jahren eine kultische Funktion. Hinweis dafür ist die Ausrichtung der Kirche. Die Kirche weist auf den sechs Kilometer entfernten Heiligenberg bei Gensungen. Vom Blickpunkt des Gotteshauses wandert am Tag der Sommersonnenwende (21. oder 22. Juni) die Sonne während des Aufgangs den Heiligenberg wie auf einer Rampe hoch. Der Astronom Wolfhard Schlosser sieht hier einen eindrücklichen Hinweis auf die Besonderheit des Ortes, auf dem die Harler Kirche heute steht.

## Bevölkerung
Einwohnerstruktur 2011
Nach den Erhebungen des Zensus 2011 lebten am Stichtag, dem 9. Mai 2011, in Wabern 7360 Einwohner. Nach dem Lebensalter waren 1276 Einwohner unter 18 Jahren, 2028 zwischen 18 und 49, 1560 zwischen 50 und 64 und 1496 Einwohner waren älter.
Unter den Einwohnern waren 185 (2,5 %) Ausländer, von denen 57 aus dem EU-Ausland, 60 aus anderen europäischen Ländern und 68 aus anderen Staaten kamen.

Die Einwohner lebten in 3132 Haushalten. Davon waren 945 Singlehaushalte, 866 Paare ohne Kinder und 1091 Paare mit Kindern, sowie 296 Alleinerziehende und 64 Wohngemeinschaften. In 882 Haushalten lebten ausschließlich Senioren und in 5115 Haushaltungen lebten keine Senioren.

Einwohnerentwicklung
| Quelle: Historisches Ortslexikon |                                           |
| • 1537:                          | 44 Hübner                                 |
| • 1575/85:                       | 58 Hausgesesse                            |
| • 1639:                          | 24 verheiratete, 8 verwitwete Hausgesesse |
| • 1742:                          | 84 Häuser                                 |
| • 1747:                          | 93 Hausgesesse                            |

| Wabern: Einwohnerzahlen von 1772 bis 2020 | Wabern: Einwohnerzahlen von 1772 bis 2020 | Wabern: Einwohnerzahlen von 1772 bis 2020 | Wabern: Einwohnerzahlen von 1772 bis 2020 | Wabern: Einwohnerzahlen von 1772 bis 2020 |
| --- | ----------------------------------------- | ----------------------------------------- | ----------------------------------------- | ----------------------------------------- |
| Jahr |                                           |                                           |                                           | Einwohner                                 |
| 1772 | 1772                                      |                                           | 561                                       | 561                                       |
| 1800 | 1800                                      |                                           | ?                                         | ?                                         |
| 1834 | 1834                                      |                                           | 979                                       | 979                                       |
| 1840 | 1840                                      |                                           | 1.035                                     | 1.035                                     |
| 1846 | 1846                                      |                                           | 1.089                                     | 1.089                                     |
| 1852 | 1852                                      |                                           | 1.154                                     | 1.154                                     |
| 1858 | 1858                                      |                                           | 1.095                                     | 1.095                                     |
| 1864 | 1864                                      |                                           | 1.121                                     | 1.121                                     |
| 1871 | 1871                                      |                                           | 1.094                                     | 1.094                                     |
| 1875 | 1875                                      |                                           | 1.071                                     | 1.071                                     |
| 1885 | 1885                                      |                                           | 1.247                                     | 1.247                                     |
| 1895 | 1895                                      |                                           | 1.583                                     | 1.583                                     |
| 1905 | 1905                                      |                                           | 1.740                                     | 1.740                                     |
| 1910 | 1910                                      |                                           | 1.737                                     | 1.737                                     |
| 1925 | 1925                                      |                                           | 1.701                                     | 1.701                                     |
| 1939 | 1939                                      |                                           | 1.922                                     | 1.922                                     |
| 1946 | 1946                                      |                                           | 2.963                                     | 2.963                                     |
| 1950 | 1950                                      |                                           | 3.094                                     | 3.094                                     |
| 1956 | 1956                                      |                                           | 2.826                                     | 2.826                                     |
| 1961 | 1961                                      |                                           | 2.835                                     | 2.835                                     |
| 1967 | 1967                                      |                                           | 3.125                                     | 3.125                                     |
| 1980 | 1980                                      |                                           | ?                                         | ?                                         |
| 1990 | 1990                                      |                                           | ?                                         | ?                                         |
| 2000 | 2000                                      |                                           | ?                                         | ?                                         |
| 2006 | 2006                                      |                                           | 7.711                                     | 7.711                                     |
| 2011 | 2011                                      |                                           | 7.360                                     | 7.360                                     |
| 2015 | 2015                                      |                                           | 7.407                                     | 7.407                                     |
| 2020 | 2020                                      |                                           | 7.416                                     | 7.416                                     |
| Datenquelle: Historisches Gemeindeverzeichnis für Hessen: Die Bevölkerung der Gemeinden 1834 bis 1967. Wiesbaden: Hessisches Statistisches Landesamt, 1968. Weitere Quellen: LAGIS; Gemeinde Wabern, Zensus 2011 Ab 1970 einschließlich der im Zuge der Gebietsreform in Hessen eingegliederten Orte. |                                           |                                           |                                           |                                           |

## Religion

### Evangelische Kirche
Eine erste Kapelle wird um 1360 erwähnt. Die Hauptkirche befand sich allerdings ursprünglich wohl in Niederzennern. Mit dem Wüstwerden des Ortes, etwa um 1400, scheint die Pfarrei Nieder-Zennern dann nach Wabern verlegt worden zu sein. Um 1410 wird erstmals die Pfarrei Wabern urkundlich erwähnt. Um 1490 erhielt die Kirche eine Glocke. Der erste evangelische Pfarrer war Johannes Helwig (etwa 1527 bis nach 1557; eventuell auch 1569)

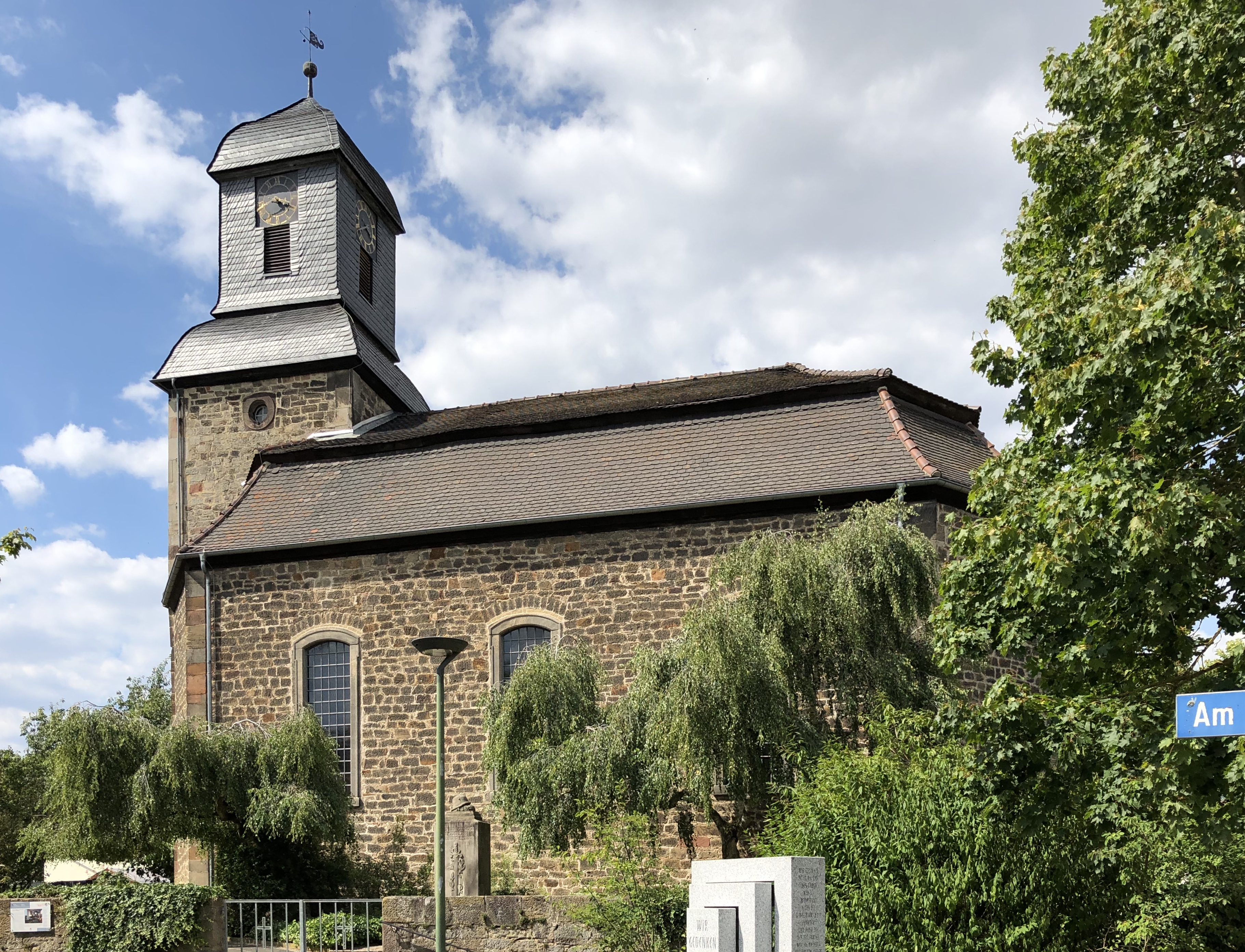
Evangelische Kirche Wabern

Die heutige Kirche wurde 1722 unter Landgraf Karl von Hessen als schlichter Saalbau erbaut. Hauptmerkmal der Kirche ist, dass sie als Querkirche, quer zum Kirchenschiff konzipiert wurde, d. h. der Altar steht an der südlichen Längsseite der Kirche. Diese Bauform wurde durch die Reformation initiiert. Der Landgraf hatte seine Loge direkt gegenüber der Kanzel bauen lassen. (Im Jahr 1889 wurde diese entfernt.) Die Kirche besitzt eine sehenswerte Rokoko-Orgel.

### Katholische Kirche St. Wigbert

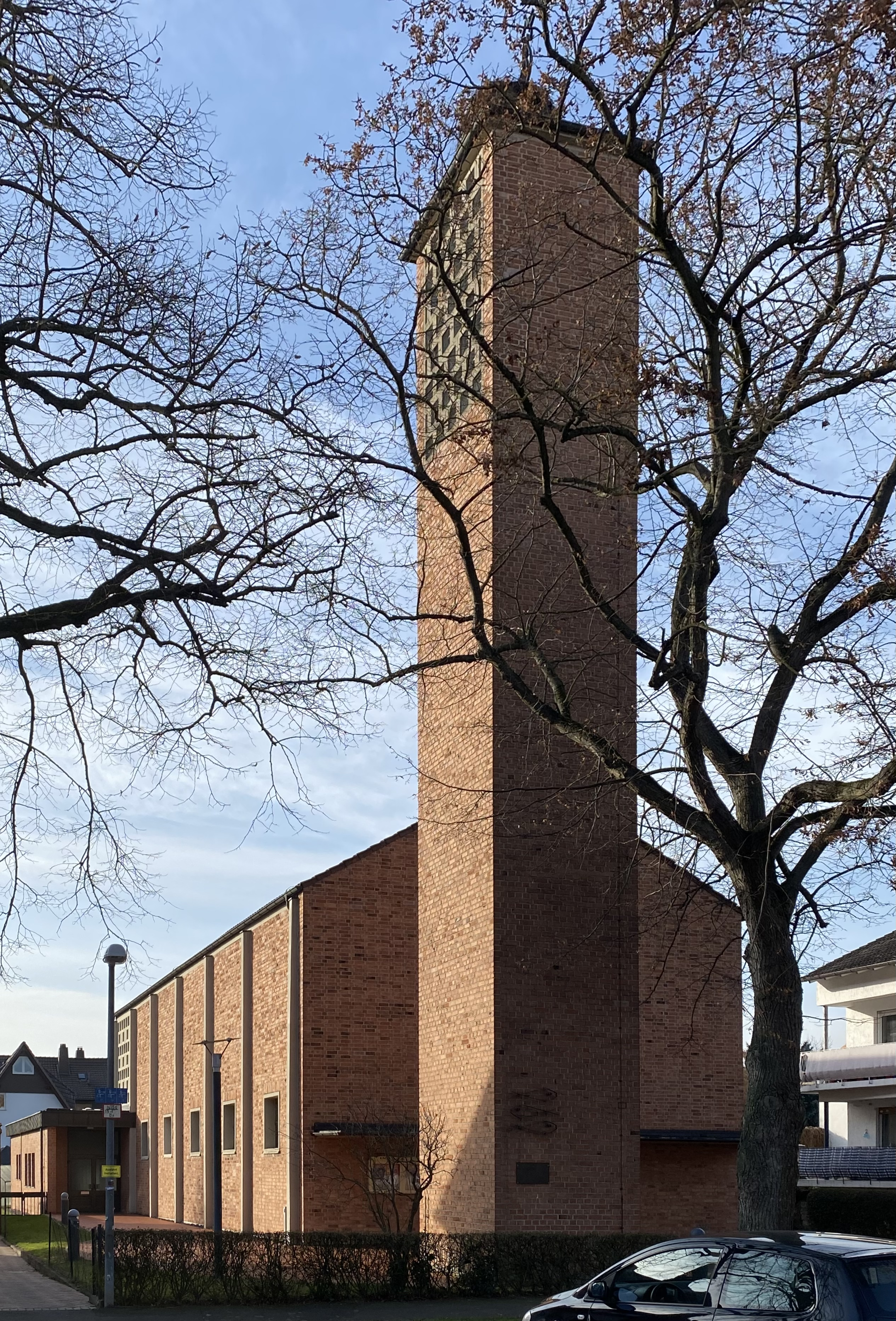
St. Wigbert

Die katholische Kirche trägt den Namen des Heiligen Wigbert. Sie ist die erste Kirche des Architekten und Diözesanbaumeisters des Bistums Fulda, Rudolf Schick. Die Grundsteinlegung erfolgte am 23. November 1958. Gegen Ende des Jahres wurde bereits Richtfest gefeiert. Die neue Kirche wurde am 13. September 1959 durch den Fuldaer Bischof Adolf Bolte geweiht. Nach fast 40 Jahren erhielt sie 2008 ein fünfstimmiges Bronzeglockengeläut von der Glockengießerei Maria Laach. Am 10. August 2008 war die Glockenweihe.

### Muqeet-Moschee

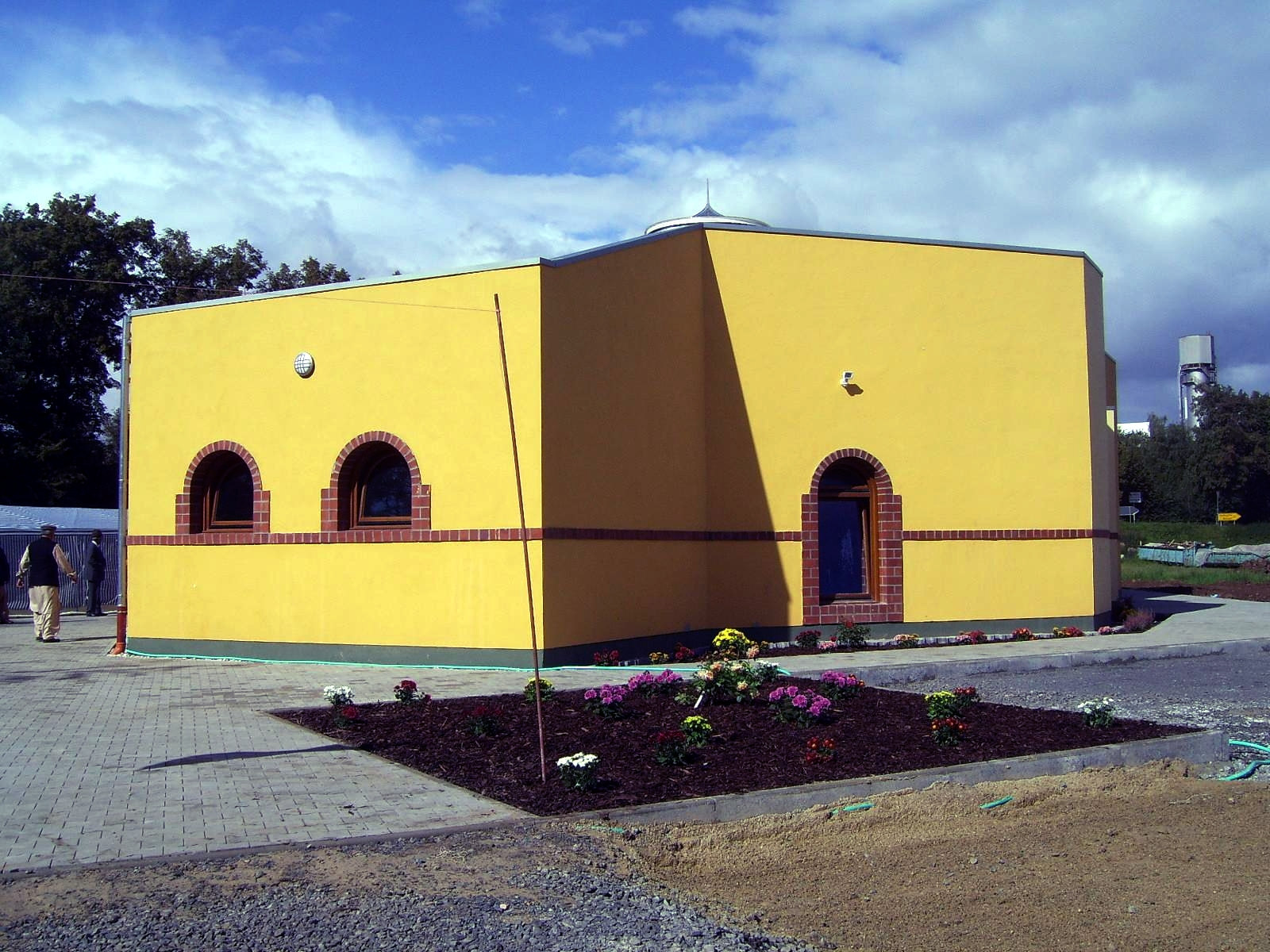
Muqueet-Moschee Wabern

Am 15. Mai 2005 wurde der Grundstein für die Muqeet-Moschee in Wabern gelegt, die von der Glaubensgemeinschaft der Ahmadiyya Muslim Jamaat betrieben wird. Nach rund zweijähriger Bauzeit wurde sie am 4. September 2007 von Mirza Masroor Ahmad, dem fünften Khalifat ul-Massih der Gemeinde, eröffnet.

### Historische Religionszugehörigkeit
| Quelle: Historisches Ortslexikon |                                                                                                 |
| • 1861:                          | 1110 evangelisch-reformierte, zwei jüdische und drei katholische Einwohner                      |
| • 1885:                          | 1204 evangelische (= 96,55 %), 27 katholische (= 2,17 %), 16 jüdische (= 1,28 %) Einwohner      |
| • 1961:                          | 2295 evangelische (= 80,95 %), 476 katholische (= 16,79 %) Einwohner                            |
| • 1987:                          | 6009 evangelische (= 83,30 %), 895 katholische (= 12,41 %), 310 sonstige (= 4,29 %) Einwohner   |
| • 2011:                          | 5171 evangelische (= 70,26 %), 861 katholische (= 11,70 %), 1328 sonstige (= 18,04 %) Einwohner |

## Politik

### Gemeindevertretung
Die Kommunalwahl am 14. März 2021 lieferte folgendes Ergebnis, in Vergleich gesetzt zu früheren Kommunalwahlen:
| Gemeindevertretung – Kommunalwahlen 2021                                                                              | Gemeindevertretung – Kommunalwahlen 2021                               |
| --- | ---------------------------------------------------------------------- |
| Stimmenanteil in %Wahlbeteiligung 54,4 % 50403020100 41,9 (−1,5)35,7 (+4,9)17,1 (−3,3)5,3 (−0,2) SPDFWGCDUFDP20162021 | SitzverteilungInsgesamt 31 Sitze - SPD: 13 - FWG: 11 - CDU: 5 - FDP: 2 |

| Parteien und Wählergemeinschaften | Parteien und Wählergemeinschaften           | % 2021 | Sitze 2021 | % 2016 | Sitze 2016 | % 2011 | Sitze 2011 | % 2006 | Sitze 2006 | % 2001 | Sitze 2001 |
| --------------------------------- | ------------------------------------------- | ------ | ---------- | ------ | ---------- | ------ | ---------- | ------ | ---------- | ------ | ---------- |
| SPD                               | Sozialdemokratische Partei Deutschlands     | 41,9   | 13         | 43,4   | 13         | 49,6   | 15         | 49,5   | 15         | 53,6   | 16         |
| FWG                               | Freie Wählergemeinschaft Wabern             | 35,7   | 11         | 30,8   | 10         | 22,9   | 7          | 21,5   | 7          | 15,9   | 5          |
| CDU                               | Christlich Demokratische Union Deutschlands | 17,1   | 5          | 20,4   | 6          | 22,8   | 7          | 23,6   | 7          | 24,8   | 8          |
| FDP                               | Freie Demokratische Partei                  | 5,3    | 2          | 5,5    | 2          | 4,7    | 2          | 5,4    | 2          | 5,7    | 2          |
| Gesamt                            | Gesamt                                      | 100,0  | 31         | 100,0  | 31         | 100,0  | 31         | 100,0  | 31         | 100,0  | 31         |
| Wahlbeteiligung in %              | Wahlbeteiligung in %                        | 54,4   | 54,4       | 53,5   | 53,5       | 53,6   | 53,6       | 51,5   | 51,5       | 60,2   | 60,2       |

### Bürgermeister
Nach der hessischen Kommunalverfassung wird der Bürgermeister für eine sechsjährige Amtszeit gewählt, seit dem Jahr 1993 in einer Direktwahl, und ist Vorsitzender des Gemeindevorstands, dem in der Gemeinde Wabern neben dem Bürgermeister ehrenamtlich ein Erster Beigeordneter und sieben weitere Beigeordnete angehören. Bürgermeister ist seit dem 1. Oktober 2015 Claus Steinmetz (SPD). Er wurde als Nachfolger von Günter Jung (SPD), der nach vier Amtszeiten nicht wieder kandidiert hatte, am 14. Juni 2015 im ersten Wahlgang bei 59,5 Prozent Wahlbeteiligung mit 60,7 Prozent der Stimmen gewählt. Es folgte eine Wiederwahl ohne Gegenkandidaten im März 2021.
Amtszeiten der Bürgermeister
- 2015–2027 Claus Steinmetz (SPD)[27]
- 1991–2015 Günter Jung (SPD)[28]

### Städtepartnerschaften
- Wabern-Uttershausen mit Lormaison (Département Oise) in Frankreich[31]

### Ortsbeiräte
Für alle durch die Hessische Gebietsreform eingegliederten Ortsteile sowie für Wabern besteht je ein Ortsbezirk nach Maßgabe der §§ 81 und 82 HGO und des Kommunalwahlgesetzes in der jeweils gültigen Fassung.
In jedem Ortsbezirk besteht der Ortsbeirat aus fünf Mitgliedern.
Der Ortsbeirat des Ortsbezirks wird im Rahmen der Kommunalwahlen gewählt und bestimmt aus seiner Mitte den/die Ortsvorsteher/in. Die Ortsbezirksgrenzen entsprechen den Gemarkungen der ehemaligen Gemeinden.
Bei den Kommunalwahlen in Hessen 2021 betrug die Wahlbeteiligung zum Ortsbeirat Wabern 47,21 %. Dabei wurden gewählt: drei Mitglieder der SPD und zwei Mitglieder der CDU. Der Ortsbeirat wählte Wolfgang Weller zum Ortsvorsteher.

## Bauwerke
- Jagdschloss Wabern
- Muqeet-Moschee
- Kirche von 1722 mit Rokoko-Orgel
- Bonifatiuskirche im Ortsteil Harle

## Wirtschaft und Infrastruktur

### Verkehr

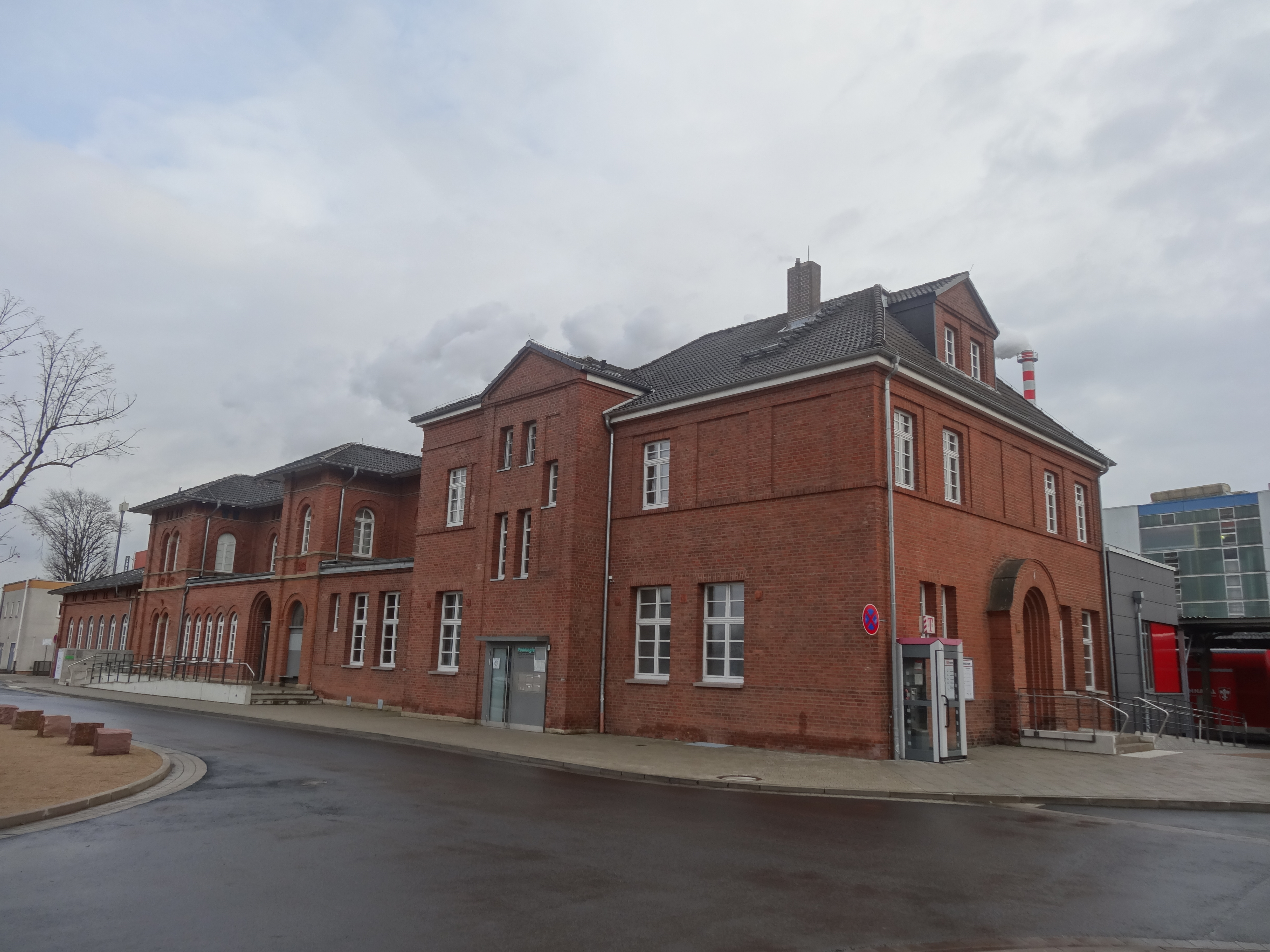
Bahnhof Wabern

Wabern ist ICE-Halt der Linie 26 an der Main-Weser-Bahn mit Verbindungen in Richtung Hamburg und Karlsruhe. Der Bahnhof war lange Zeit ein bedeutender Eisenbahnknoten, da von der Bahnstrecke Wabern–Bad Wildungen die Strecke nach Brilon in Richtung Ruhrgebiet abzweigte.
| Linie     | Verlauf | Takt                                     | Betreiber        |
| --------- | --- | ---------------------------------------- | ---------------- |
| RE30      | Main-Weser-Bahn: Frankfurt (Main) Hbf – (Frankfurt (Main) West –)* Friedberg (Hess) – (Bad Nauheim – Ostheim (b Butzbach) – Butzbach – Kirch Göns – Lang Göns – Großen Linden –)* Gießen – (Lollar – Friedelhausen – Fronhausen (Lahn) – Niederwalgern – Marburg Süd –)* Marburg (Lahn) – Kirchhain (Bz Kassel) – Stadtallendorf – Neustadt (Kr Marburg) – Treysa – Borken (Hess) – Wabern (Bz Kassel) – Kassel-Wilhelmshöhe – Kassel Hbf * nur einzelne Züge Stand: Fahrplanwechsel Dezember 2021                                                                                     | 120 min                                  | DB Regio Mitte   |
| RE98      | Main-Sieg-Express: Kassel Hbf – Kassel-Wilhelmshöhe – Baunatal-Guntershausen – Edermünde-Grifte – Felsberg-Wolfershausen – Felsberg-Altenbrunslar – Felsberg-Gensungen – Wabern (Bz Kassel) – Singlis – Borken (Hess) – Zimmersrode – Schlierbach (Kr Schwalm-Eder) – Treysa – Schwalmstadt-Wiera – Neustadt (Kr Marburg) – Stadtallendorf – Kirchhain (Bz Kassel) – Marburg (Lahn) – Gießen – Friedberg (Hess) – Frankfurt (Main) West (einzelne Züge im Berufsverkehr) – Frankfurt (Main) Hbf Gießen – Frankfurt vereinigt mit RE 99 von Siegen Stand: Fahrplanwechsel Dezember 2021 | 120 min                                  | HLB Hessenbahn   |
| RB38      | Kassel Hbf – Kassel-Wilhelmshöhe – Kassel-Oberzwehren – Baunatal-Rengershausen – Baunatal-Guntershausen – Edermünde-Grifte – Felsberg-Wolfershausen – Felsberg-Altenbrunslar – Felsberg-Gensungen – Wabern (Bz Kassel) – Singlis – Borken (Hess) – Zimmersrode – Schlierbach (Kr Schwalm-Eder) – Treysa Stand: Fahrplanwechsel Dezember 2021 | einzelne Fahrten zur HVZ                 | DB Kurhessenbahn |
| RB39 RE39 | Kassel Hbf – Kassel-Wilhelmshöhe – (Kassel-Oberzwehren – Baunatal-Rengershausen – Baunatal-Guntershausen – Edermünde-Grifte – Felsberg-Wolfershausen – Felsberg-Altenbrunslar –) (nur RB39) Felsberg-Gensungen – Wabern (Bz Kassel) – Zennern – Fritzlar – Ungedanken – Mandern – Wega – Bad Wildungen Stand: Fahrplanwechsel Dezember 2024 | 60 min (wochentags) 120 min (Wochenende) | DB Kurhessenbahn |

Das Empfangsgebäude stammt von Julius Eugen Ruhl. 2018 wurde der Bahnhof barrierefrei modernisiert.
In Wabern kreuzen sich die Bundesstraßen 253 und 254. Im Westen des Gemeindegebiets liegt an der Bundesautobahn 49 die Anschlussstelle Wabern.

### Radfernwege
Entlang der Eder führen folgende Radwanderwege:
- Der 180 km lange Eder-Radweg beginnt im Rothaargebirge in Nordrhein-Westfalen und heißt hier Ederauenweg. Der größte Teil führt durch Hessen und heißt dann Ederradweg. Er folgt dem Lauf der Eder bis zur Mündung in die Fulda (Fluss) bei Guxhagen.
- Der Hessische Radfernweg R4 (Nord-Süd-Radweg) beginnt in Hirschhorn am Neckar und verläuft über ungefähr 385 km von Süd nach Nord durch Hessen, entlang von Mümling, Nidda und Schwalm nach Bad Karlshafen an der Weser.

### Zuckerfabrik

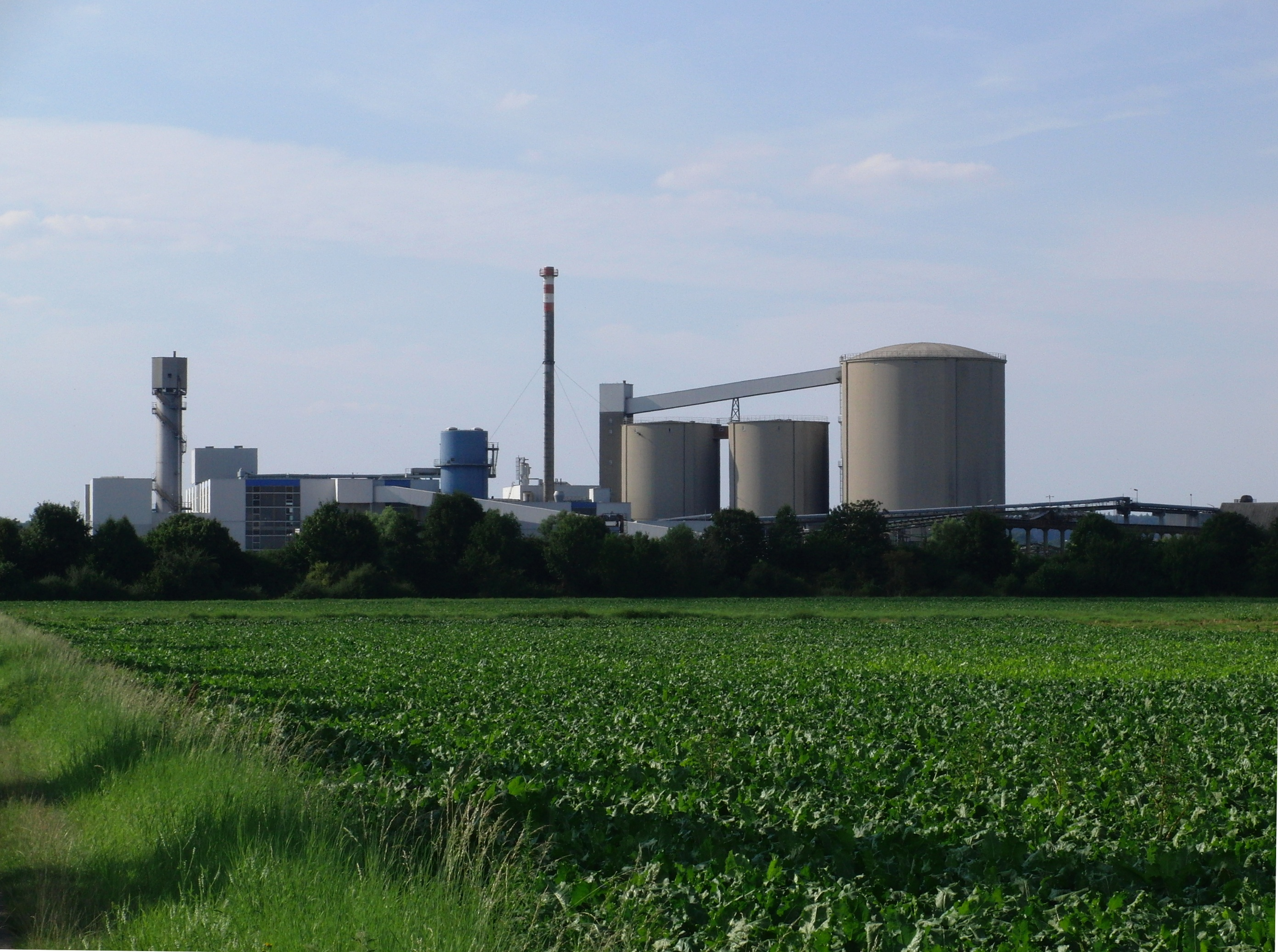
Zuckerfabrik Wabern heute

1836 erbaute der Posthalter Thielepape in Wabern eine kleine Zuckerfabrik, die aber um 1850, vermutlich auf behördliche Anordnung, stillgelegt wurde. Braunschweiger Landwirte hatten sich zusammen mit alteingesessenen nordhessischen Landwirten in die Waberner Fabrik eingekauft und trieben die Gründung einer neuen Fabrik voran. Ursprünglich sollte diese zunächst in Kassel errichtet werden. Die Verhandlungen zogen sich jedoch so sehr in die Länge, dass 117 Landwirte aus Nordhessen am 8. August 1880 kurz entschlossen die Actien-Zuckerfabrik Wabern als bauerneigenen Betrieb gründeten. Nach rund einjähriger Bauzeit wurde die Fabrik 1881 in Betrieb genommen. In den 1960er Jahren erreichte man eine weitere Kapazitätsgrenze; das steigende Aufkommen an Rüben konnte kaum noch bewältigt werden. 1975 erwarb die Zuckerfabrik Franken GmbH die Aktienmehrheit; 1977 wurde als deren Tochtergesellschaft die Vereinigte Zuckeraktiengesellschaft (VZAG) mit Sitz in Wabern gegründet. Dadurch wurden umfangreiche Modernisierungs- und Umbaumaßnahmen möglich – in die Fabriken in Wabern und Warburg wurden insgesamt rund 100 Millionen D-Mark investiert. 1988 erfolgte der Zusammenschluss der Zuckerfabrik Franken GmbH mit der Süddeutschen Zucker-AG zur Südzucker AG; fünf Jahre später ging die VZAG in der Südzucker AG auf.

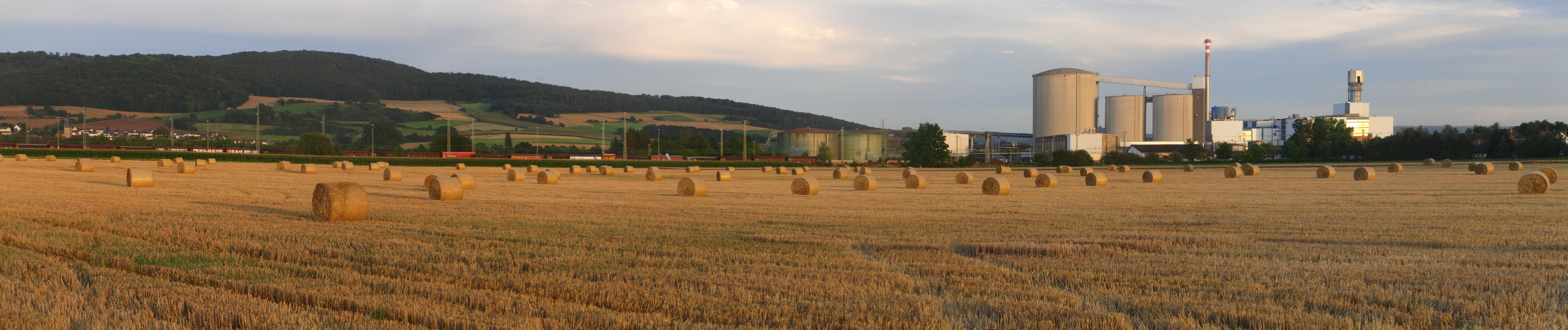
Die Zuckerfabrik, Blick aus Richtung Niedermöllrich

## Persönlichkeiten

### Söhne und Töchter der Gemeinde
- Wilhelm Dilich (1571–1650), Baumeister und Kupferstecher
- Wilhelm Thielepape (1814–1904), Bürgermeister von San Antonio, Texas, USA
- Willy Klapproth (1892–1967), Polizeipräsident in Frankfurt am Main sowie Bürgermeister der Stadt Bensheim
- Ludwig Schneider (1893–1977), Politiker
- Arnold Strippel (1911–1994), SS-Obersturmführer, KZ-Leiter, Kriegsverbrecher und Massenmörder
- Karl Schmidt (1932–2018), Fußballspieler und -funktionär

### Persönlichkeiten mit Bezug zur Gemeinde
- Johann Ludwig Gebhard von Alvensleben (1816–1895), Musiker und Besitzer des Rittergutes Falkenberg
- Tobias Damm (* 1983), Fußballspieler, spielte beim SV 07 Falkenberg
- Fritz Harney (1879–1953), Industrieller, leitete ab 1910 die Zuckerfabrik in Wabern
- Rolf Hocke (1942–2024), Präsident des Süddeutschen Fußballverbandes sowie Präsident des Hessischen Fußballverbandes, lebte in Wabern
- Josef Klik (1935–2020), mehrfacher Deutscher Meister im Kugelstoßen, Diskuswurf und Zehnkampf, lebte in Harle und Niedermöllrich
- Sarah Knappik (* 1986), Reality-TV-Teilnehmerin, lebte als Kind in Wabern
- Philipp Losch (1869–1953), Historiker, lebte in Wabern
- Michael Meinicke (* 1948), Schriftsteller und Journalist, lebt in Uttershausen